# Knattspyrnudeild Keflavíkur
A Knattspyrnudeild Keflavíkur, nyugaton Keflavík IF vagy Keflavík FC egy izlandi labdarúgócsapat. Székhelyük Reykjanesbærben van, jelenleg az első osztályban szerepelnek.

## Sikerek
- Bajnok: 4
  - 1964, 1969, 1971, 1973

- Kupagyőztes: 4
  - 1975, 1997, 2004, 2006

## Jelenlegi keret
| #  |        | Poszt | Név                         |
| -- | ------ | ----- | --------------------------- |
| 1  | ISL    | K     | Ómar Jóhannsson             |
| 3  | ISL    | V     | Guðjón Árni Antoníusson     |
| 4  | ISL    | V     | Bjarni Hólm Aðalsteinsson   |
| 6  | DEN    | V     | Nicolai Jørgensen           |
| 7  | ISL    | KP    | Jón Gunnar Eysteinsson      |
| 8  | ISL    | KP    | Ingvi Rafn Guðmundsson      |
| 9  | ISL    | CS    | Haukur Ingi Guðnason        |
| 10 | feröer | KP    | Símun Samuelsen             |
| 11 | ISL    | CS    | Magnús Sverrir Þorsteinsson |
| 12 | ISL    | K     | Magnus Þormar               |

| #  |     | Poszt | Név                       |
| -- | --- | ----- | ------------------------- |
| 13 | ISL | KP    | Einar Orri Einarsson      |
| 14 | ISL | KP    | Jóhann Birnir Guðmundsson |
| 16 | ISL | V     | Brynjar Örn Guðmundsson   |
| 17 | ISL | KP    | Bessi Víðisson            |
| 18 | ISL | KP    | Magnús Þorir Matthíasson  |
| 23 | ISL | KP    | Sigurbergur Elísson       |
| 25 | ISL | KP    | Hólmar Örn Rúnarsson      |
| 27 | ISL | CS    | Hörður Sveinsson          |
| 30 | ISL | CS    | Högni Helgason            |

### Kölcsönben
| #  |     | Poszt | Név                        |
| -- | --- | ----- | -------------------------- |
| 21 | ISL | CS    | Hafsteinn Ingvar Rúnarsson |
| 26 | ISL | KP    | Sigurbjörn Hafþórsson      |

## Ismertebb játékosok
- Guðmundur Steinarsson (1996-1998, 2000-2002, 2004-2008)
- Stefán Gíslason (2003-2004)
- Baldur Sigurðsson (2005-2007)
- Ólafur Gottskálksson (1994-1997, 2004)
- Haraldur Freyr Guðmundsson (1999-2004)
- Ragnar Margeirsson (1979-1980, 1982-1985, 1988, 1994-1996)
- Hjálmar Jónsson (1999-2001)
- Branislav "Branko" Milicevic (2005-2007)
- Peter Farrell (1987-1988)

## Külső hivatkozások
- Hivatalos weboldal